# Miho Bošković

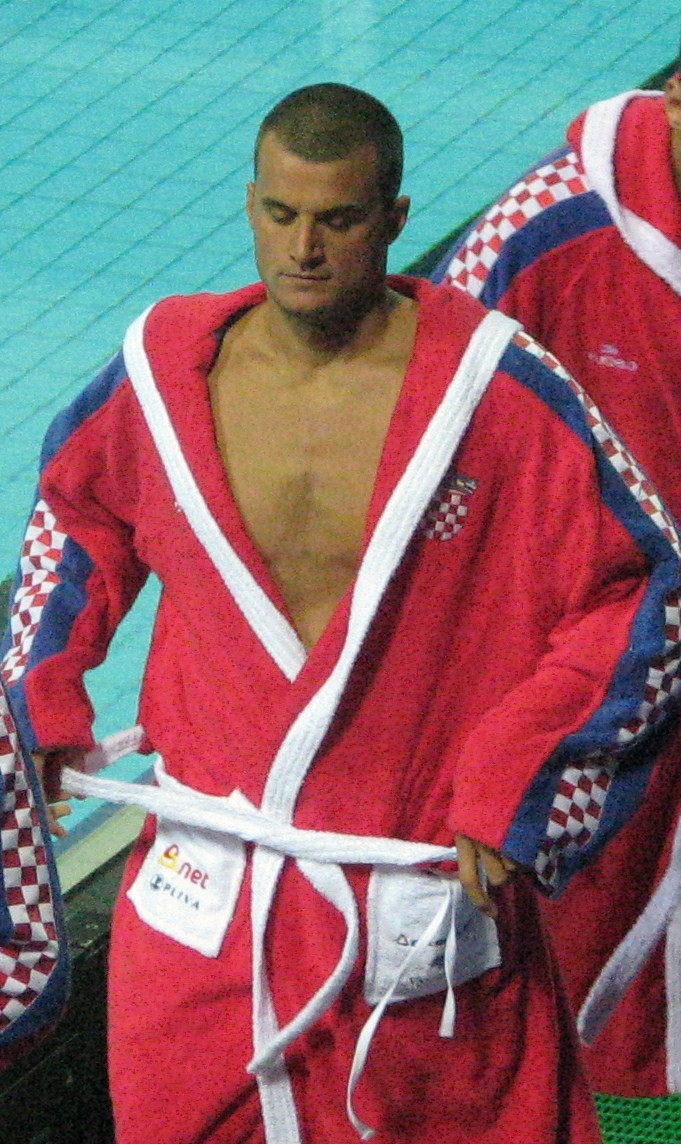
Miho Bošković (2010)

Miho Bošković (* 11. November 1983 in Dubrovnik, Jugoslawien) ist ein ehemaliger kroatischer Wasserballspieler.

## Vereinskarriere
Miho Bošković spielte von 2004 bis 2010 und von 2012 bis 2015 bei dem kroatischen Verein VK Jug Dubrovnik. Von 2010 bis 2012 war er für Vasas Budapest aktiv, mit dem er 2012 ungarischer Landesmeister wurde. 2017 beendete Bošković seine Karriere nach zwei Spielzeiten bei VK Primorje Rijeka.

## Nationalmannschaft
Bošković bestritt ab 2005 108 Spiele in der kroatischen Nationalmannschaft. Bei den Wasserball-Weltmeisterschaften 2007 in Melbourne erhielt sein Team Gold. Außerdem wurde er vom LEN als bester europäischer Wasserballspieler ausgezeichnet.
Nachdem Bošković 2009 und 2011 mit Kroatien jeweils Weltmeisterschaftsdritter geworden war, gewann er mit seiner Mannschaft Gold bei den Olympischen Spielen 2012. 2010 gewann er mit Kroatien im eigenen Land die Goldmedaille bei der Europameisterschaft.